# Colonisation danoise des Amériques
 (mai 2025).
Si vous disposez d'ouvrages ou d'articles de référence ou si vous connaissez des sites web de qualité traitant du thème abordé ici, merci de compléter l'article en donnant les références utiles à sa vérifiabilité et en les liant à la section « Notes et références ».

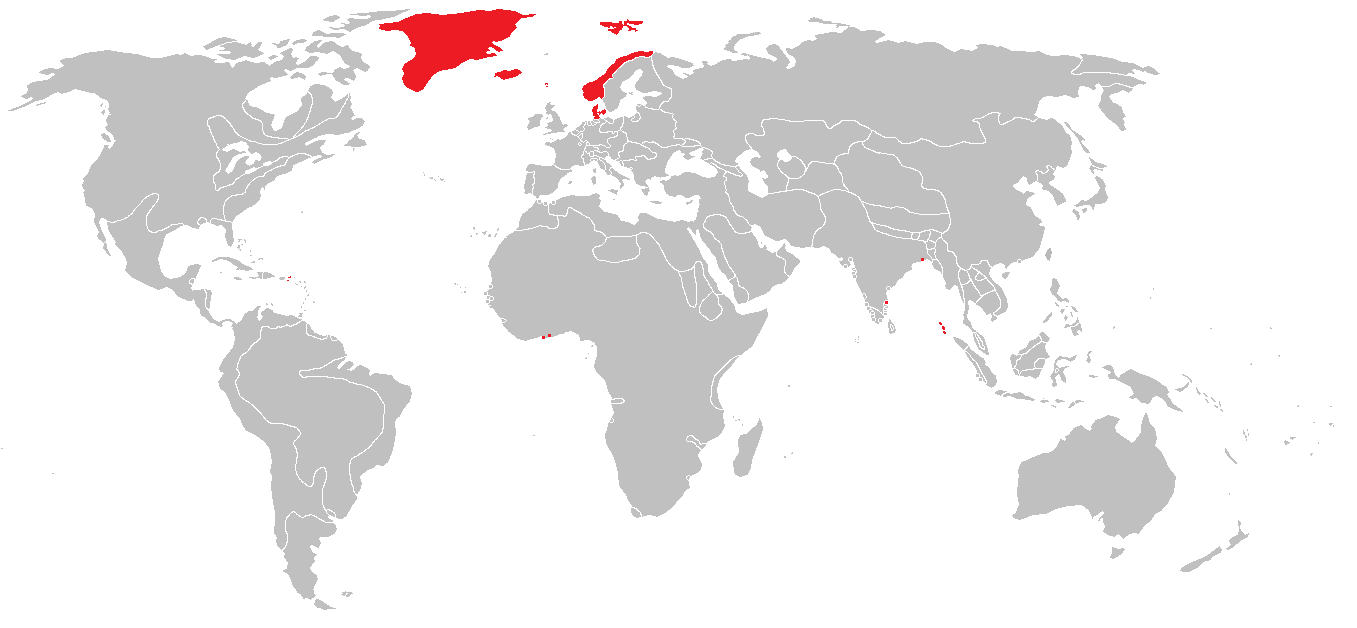
Les possessions du royaume de Danemark et Norvège, c. 1800

Le Danemark a eu un empire colonial du XVIIe  au  XXe siècle, dont la grande partie se trouvait aux Amériques. 
La Compagnie danoise des Indes occidentales et de Guinée a mené la colonisation de deux îles aux Antilles vers la fin du XVIIe siècle, et une troisième île le siècle suivant. Au XVIIIe siècle, le Danemark a également repris sa colonisation du Groenland.

## Les Indes occidentales danoises

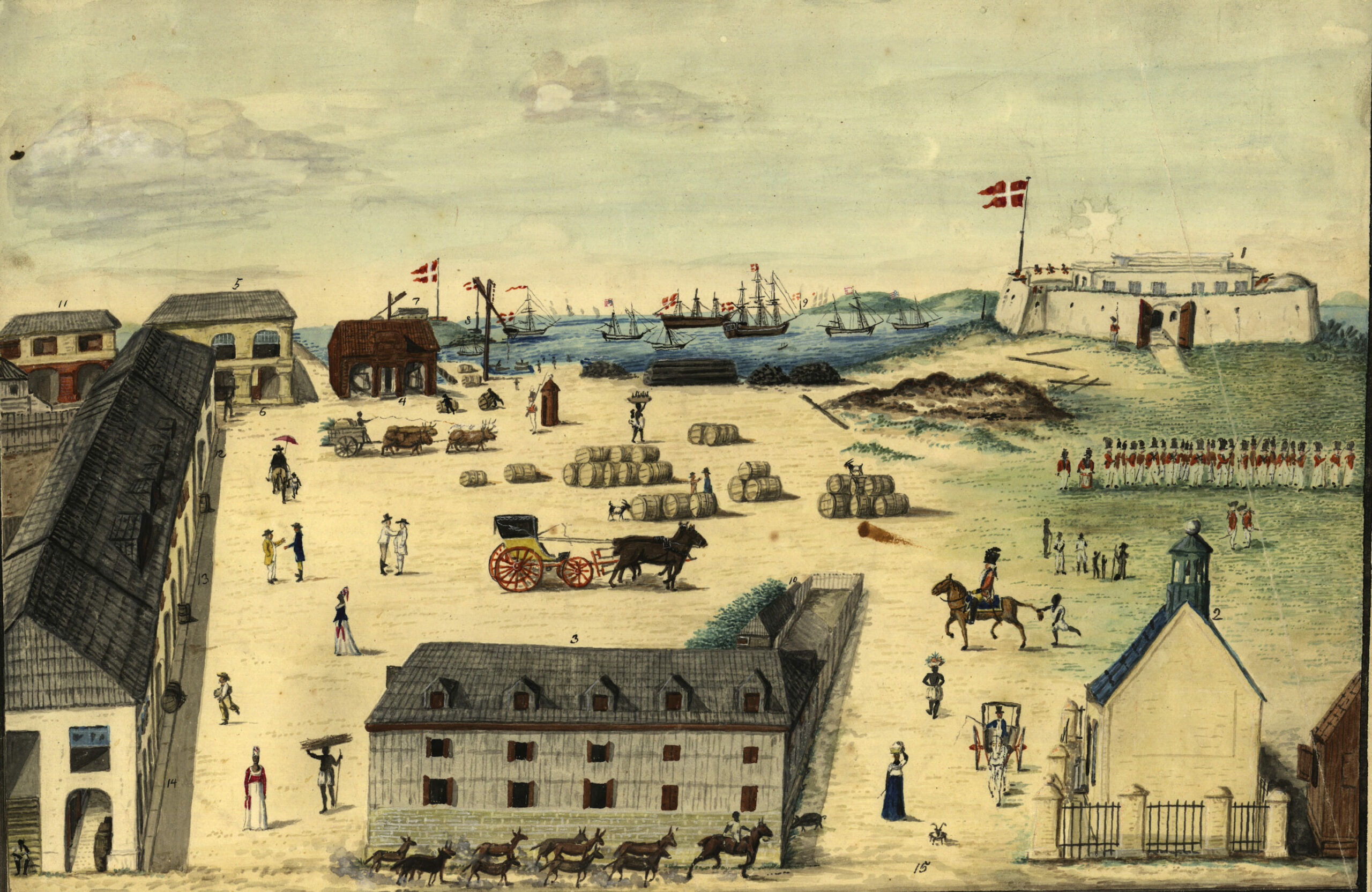
La place du port de Christiansted, dans la colonie danoise de Sainte-Croix, vers 1815.

En 1672, les Danois ont fondé une colonie sur l'île de Saint-Thomas. Une deuxième colonie a été fondée sur l'île de Saint-John en 1683, bien que la Grande-Bretagne ait contesté la prise de possession danoise de l'île jusqu'en 1718. En 1733, le Danemark a acquis une troisième île, achetant l'Île Sainte-Croix à la France.
Les îles ont développé une économie prospère basée sur des plantations de canne à sucre. Pour peupler les îles et les protéger contre des pirates, les Danois ont encouragé les colons britanniques et néerlandais, qui sont devenus les plus grands groupes non-esclaves sur les îles. Leurs langues ont prédominé, à tel point que le gouvernement danois, en 1839, a déclaré que les enfants esclaves devaient recevoir une instruction scolaire en anglais.
L'abolition de l'esclavage en 1848 a fait diminuer la puissance économique des îles et une grande partie de la population blanche a émigré. En 1917, elles ont été vendues aux États-Unis pour 25 millions de dollars américains, elles constituent actuellement les Îles Vierges des États-Unis.

## Le Groenland

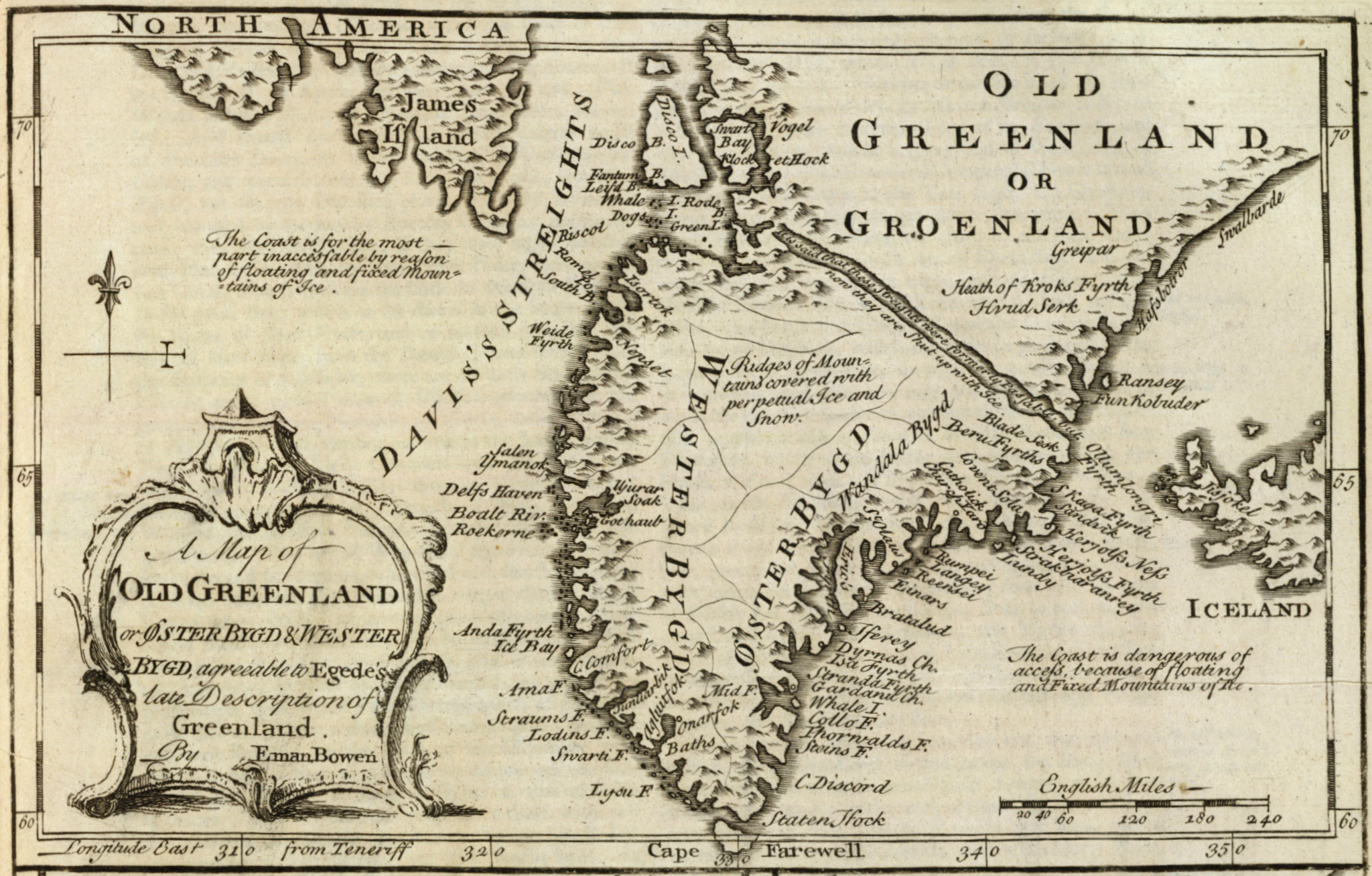
Vieux Groenland (1747).

Après la disparition des établissements vikings de la côte sud-ouest de l'île au cours du XIVe siècle, les Inuits  demeurèrent pendant plusieurs siècles le seul peuple à habiter l'île.
Au XVIIIe siècle, le Royaume de Danemark-Norvège fit cependant valoir ses droits sur le territoire, malgré le fait qu'il n'avait eu aucune nouvelle des Vikings partis coloniser l'île depuis plusieurs centaines d'années. Craignant qu'ils ne soient retombés dans le paganisme, les autorités danoises organisèrent une expédition missionnaire en 1721. Cette nouvelle colonie danoise a été centrée à Nuuk (ex-Godthåb, Bonne espérance) sur la côte de sud-ouest. Une partie de la population inuit qui vivait près des colonies a été convertie au christianisme.
Après les guerres napoléoniennes, le Danemark a perdu la Norvège (qui a été cédée à la Suède) mais il a maintenu la possession de toutes ses colonies. Pendant le XIXe siècle l'intérêt pour le Groenland a augmenté, grâce à des scientifiques et des explorateurs polaires comme William Scoresby et Knud Rasmussen. En attendant, les Danois ont augmenté leurs efforts coloniaux, avec la fondation de nouvelles villes et la continuation des efforts missionnaires, qui étaient en grande partie réussis. En 1861, le premier journal de langue inuktitute a été établi. Mais en dépit de ces efforts à acculturer les inuits à la civilisation occidentale, les lois ne s'appliquaient dans la colonie qu'aux Danois.
Graduellement, la colonie a obtenu un gouvernement représentatif et puis, en 1953, elle est devenue formellement incorporée au royaume du Danemark, avec la citoyenneté pour la population entière. En 1979, le Groenland est devenu un état autonome dans le royaume.